# Сарпа (посёлок)
Сарпа — посёлок (сельского типа) в Кетченеровском районе Калмыкии, административный центр Сарпинского сельского муниципального образования. Расположен в 100 км к востоку от посёлка Кетченеры.
Население — 518 человек (2012)
Основан в 1929 году.

## Название
Ойконим имеет тюркское происхождение. Сарпой или Арпой назывались нетекущие истоки и озера к востоку от Ергеней. Постепенно название «Арпа-Сарпа» закрепилось за всей водной системой и прилегающей к ней территории. Предполагается, что название «Сарпа» означает «спустившееся».

## История
Осенью 1928 году на границе Багацохуровского и Икицохуровского улусов создаётся первый в Калмыкии овцесовхоз, центральная усадьба хозяйства возводится в урочище Цабдыр Хошеутовского аймака. Поскольку это было десятое по счету в РСФСР организованное обществом «Овцевод» хозяйство, ему был присвоен порядковый десятый номер. Несколько позже за совхозом закрепилось название «Сарпа». Первые жители приехали в совхоз по оргнабору из других районов. К осени 1929 года в поселке было построено 7 жилых домов, 7 кошар, хозяйственные помещения, небольшой продовольственный магазин и баня. В 1930-31 годах в посёлке центральной усадьбы совхоза «Сарпа» за счёт хозяйственных средств строится здание школы.
28 декабря 1943 года население было депортировано по национальному признаку — калмыки. Посёлок, как и другие населённые пункты Кетченеровского улуса был передан в состав Никольского района Астраханской области. В 1956 году в посёлок начали возвращаться калмыки. В 1957 году посёлок передан вновь образованной Калмыцкой автономной области. В 1990-е годы совхоз «Сарпа» был преобразован в ГУП «Сарпа».
В 2014 году построено новое здание школы, в 2021 году открылся хурул «Сера Тосам Линг» им. Зая-Пандиты.

## Физико-географическая характеристика
Расположен на востоке Кетченеровского района, в пределах Сарпинской низменности, являющейся частью Прикаспийской низменности. Посёлок расположен ниже уровня мирового океана: высота центра — 2 м ниже уровня моря. К западу от посёлка расположено озеро Сарпа.
По автомобильной дороге расстояние до столицы Калмыкии города Элиста составляет 220 км, до районного центра посёлка Кетченеры — 100 км. Ближайший населённый пункт — посёлок Шорв, расположенный в 8,6 км к северу от Сарпы.
Согласно классификации климатов Кёппена-Гейгера посёлок находится в зоне семиаридного климата (индекс Bsk). Среднегодовая норма осадков — 279 мм температура воздуха — 9,5 С. В окрестностях посёлка распространены солонцы в комплексе с бурыми пустынно-степными солонцеватыми почвами.
В посёлке, как и на всей территории Калмыкии, действует московское время.

## Население
В конце 1980-х в посёлке проживало около 600 человек.
| 2002 | 2010 | 2012 |
| ---- | ---- | ---- |
| 450  | ↗549 | ↘518 |

Национальный состав
Согласно результатам переписи 2002 года большинство населения посёлка составляли калмыки (89 %)

## Экономика
Основная сфера экономики — сельское хозяйство. В Сарпе действует одно из крупнейших племенных хозяйств республики — племзавод ОАО «Сарпа».

## Социальная инфраструктура
В посёлке имеется почтовое отделение, действуют сельский клуб и библиотека. Среднее образование жители посёлка получают в Сарпинской средней общеобразовательной школе. Медицинское обслуживание фельдшерско-акушерский пункт и Кетченеровская центральная районная больница.
Посёлок электрифицирован и газифицирован.